# خالد بن الوليد (ذي السفال)

تعديل مصدري - تعديل

خالد بن الوليد محلة تابعة لقرية القاعدة، التابعة لعزلة خنوه بمديرية ذي السفال إحدى مديريات محافظة إب في الجمهورية اليمنية، بلغ تعداد سكانها 344 حسب تعداد اليمن لعام 2004. 

## روابط خارجية
- المركز الوطني للمعلومات باليمن